# Mormon
Mormon è il profeta eponimo del Libro di Mormon. Stando all'introduzione scritta da Joseph Smith, Mormon fu il profeta-storico che incise un compendio della storia del suo popolo sulle Tavole d'oro. I Santi degli ultimi giorni ritengono che Mormon fosse un profeta nefita vissuto nelle Americhe durante il IV secolo e un capo militare sin dall'età di 15 anni.
Il Libro di Mormon riporta che il profeta Ammaron indicò a Mormon come ritrovare le incisioni lasciate dai loro antenati. Secondo lo stesso libro, Mormon riassunse in seguito la quasi millenaria storia dei suoi antenati, un popolo più antico, e ulteriori rivelazioni nel Libro di Mormon.
Mormon / ˈ m ɔːr m ən / è ritenuto dai membri della Chiesa di Gesù Cristo dei Santi degli Ultimi Giorni un profeta-storico e un membro di una tribù di indigeni americani conosciuti come Nefiti , uno dei quattro gruppi (inclusi i Lamaniti , i Giarediti e i Mulechiti) descritti nel Libro di Mormon come insediati nelle antiche Americhe .
| Mormon                                                                   | Mormon                                                          |
| ------------------------------------------------------------------------ | --------------------------------------------------------------- |
| Moroni riceve le tavole da Mormon , di CCA Christensen (1871–1875 circa) |                                                                 |
| Personale                                                                |                                                                 |
| Bambini                                                                  | Moroni (figlio)                                                 |
| Genitore                                                                 | - Mormone (padre)                                               |
| Lavori notevoli                                                          | - Piatti di Mormon - Parole di Mormon - Mormon 1–7 - Moroni 8–9 |
| Parenti                                                                  | Nefi (antenato) Lehi (antenato)                                 |

Secondo il Libro di Mormon, il profeta Mormon incise su tavole d'oro un riassunto della storia del suo popolo . Sulla base della cronologia descritta nel libro, Mormon visse durante il IV secolo d.C. Come narratore nel testo, Mormon si presenta come redattore . Cita e parafrasa altri scrittori, raccoglie e include interi testi di altri autori, contribuisce con commenti e scrive anche la propria narrativa. Scrive del processo di realizzazione del libro, sia in termini di compilazione delle opere di altri profeti, sia in termini di incisione delle parole su tavole di metallo. Allude al contenuto escluso dal libro e si riferisce a una raccolta più ampia di documenti a sua disposizione.
Il Libro di Mormon afferma che Mormon fu istruito dal profeta Ammaron su dove trovare gli annali che erano stati tramandati dai loro antenati. Dice anche che Mormon in seguito riassunse la storia lunga quasi un millennio dei suoi antenati e aggiunse ulteriori rivelazioni al Libro di Mormon. Le divisioni del libro relative alla storia personale di Mormon sono le Parole di Mormon e i primi sette capitoli del libro più grande. Il libro dice che Mormon alla fine trasmise tutti gli annali a suo figlio Moroni.

## Storia di vita
Secondo il resoconto di Mormon nel Libro di Mormon,  egli nacque da un padre il cui nome era anche Mormon, ma prese il nome "dal paese di Mormon, il paese in cui Alma stabilì la chiesa tra il popolo".  All'età di circa dieci anni, ricevette la visita di Ammaron che gli diede istruzioni su dove trovare le sacre incisioni dei profeti nefiti e cosa incidere su di esse.  All'età di undici anni, Mormon fu portato nella terra di Zarahemla da suo padre. 
Mormon scrive che all'età di quindici anni ricevette la visita di Gesù Cristo . 
Nel suo "sedicesimo anno", essendo giovane ma "grande di statura", Mormon "fu nominato dal popolo di Nefi" capo dei loro eserciti,  e da allora in poi combatté contro i Lamaniti in molte battaglie. 
Mormon andò sulla collina Shim all'età di circa 24 anni, come indicato da Ammaron,  per prendere e compendiare gli annali nefiti. 
Mormon scrive che "rifiuta completamente[d]... di essere un comandante e un leader" per i Nefiti "a causa della loro malvagità e abominio".  Tuttavia, circa tredici anni dopo, Mormon decise di ritornare come comandante degli eserciti nefiti poiché questi venivano duramente sconfitti dai Lamaniti. 
Al ritorno, Mormon li guidò nuovamente in battaglia contro i Lamaniti fino all'intera distruzione della nazione nefita, avvenuta a seguito di un'enorme battaglia combattuta tra i due gruppi nel 385.  Il profeta Moroni , figlio di Mormon a cui Lui . Come ultimo profeta e custode degli annali, si dice che Moroni sia diventato l'angelo o il messaggero che rivelò la posizione delle tavole d'oro a Joseph Smith nel 1823. 
Mormon è testimone della distruzione del popolo nefita e dei suoi eserciti mentre combattono contro i Lamaniti (Mormon 6:1). 15 anni dopo (Mormon 8), Moroni termina gli annali di suo padre (Mormon 8:1) e menziona che suo padre fu ucciso dopo la battaglia contro i Lamaniti sulla collina di Cumorah (Mormon 8:3).

## Mormon come editore
L'enfasi di diversi temi in Helaman porta alcuni studiosi a trarre conclusioni su Mormon. Mormon è il narratore che il Libro di Mormon presenta come redattore finale dell'ultima parte del Libro di Mormon chiamata Le Tavole di Nefi , che include Helaman. In un articolo pubblicato dal Centro studi religiosi della Brigham Young University (BYU), Thomas W. Mackay, professore di studi classici e medievali alla BYU, delinea la filosofia della storia di Mormon. Le decisioni editoriali di Mormon rivelano il suo atteggiamento nei confronti della storia, della vita e della teologia. Mormon sceglie di includere episodi che soddisfano le profezie precedenti, indicando che desidera richiamare l'attenzione su di essi. Inoltre, Helaman 12 contiene una lunga digressione di Mormon in cui afferma esplicitamente che le persone tendono a diventare ribelli, inducendo Dio a rispondere con la punizione finché non si pentono. In mancanza di ulteriori informazioni sulla storia dei Nefiti e dei Lamaniti, i lettori sono lasciati a giungere a una conclusione simile a quella di Mormon sulla base delle prove che presenta. Mormon afferma che Satana influenzò i Nefiti affinché creassero associazioni segrete come i ladri di Gadianton.

## Significato del nome
Lo studioso mormone Hugh Nibley notò la prevalenza di nomi nel Libro di Mormon con la radice "mor" e suggerì che la radice potesse essere di origine egiziana con il significato di "amato".  Tuttavia, nel numero del 15 maggio 1843 del Times and Seasons , Joseph Smith spiegò il nome come una contrazione della parola inglese "more" e "mon", una parola che Smith sosteneva fosse egiziana per "buono", facendo sì che il nome significhi letteralmente "più buono".

## Appunti
1. ^ 3 Nephi 5:12.
2. ^ Mormon 1:25.
3. ^ Mormon 1:6.
4. ^ Mormon 1:15.
5. ^ Mormon 2:1-2.
6. ^ Mormon 1:2
7. ^ Mormon 1:3.
8. ^ Mormon 2:17-18.
9. ^ Mormon 3:11.
10. ^ Mormon 5:1-2.
11. ^ Mormon 8.
12. ^ Mormon 8:3.
13. ^ Joseph Smith–History 1:27–54
14. ^ Mackay 1992.
15. ^ See Hugh W. Nibley, Teachings of The Book of Mormon. Semester 3, Lecture 71 Archived 2012-11-27 at the Wayback Machine
16. ^ Joseph Smith Junior. Correspondence. Times and Seasons Vol. 4 № 13, 15 May 1843, p. 194.